# AIXM
Aeronautical Information Exchange Model (AIXM - Modello di Scambio di Informazioni Aeronautiche) è progettato per consentire la gestione e la distribuzione dei dati dell'Aeronautical Information Services (AIS) in formato digitale. L'AIXM si basa sul Geography Markup Language (GML) ed è uno degli schemi di applicazione GML applicabili al settore aeronautico. È stato sviluppato dalla Federal Aviation Administration (FAA) degli Stati Uniti, dalla National Geospatial-Intelligence Agency (NGIA) degli Stati Uniti e dall'Organizzazione europea per la sicurezza della navigazione aerea (EUROCONTROL). La versione attuale è AIXM 5.1.1.

## Modello
AIXM ha due componenti principali:
- Il modello concettuale di informazione aeronautica ("Aeronautical Information Conceptual Model");
- L'XML Schema dell'AIXM;

### Aeronautical Information Conceptual Model
L'Aeronautical Information Conceptual Model (modello concettuale delle informazioni aeronautiche, AICM) è un modello concettuale del settore aeronautico. Esso descrive le caratteristiche e le loro proprietà (attributi e associazioni) all'interno del dominio. Pertanto, può essere usato come base logica per database AIS e AIXM.
Il modello è progettato utilizzando lo Unified Modeling Language (UML).

### XML Schema dell'AIXM
L'XML Schema dell'AIXM è un modello di scambio di dati aeronautici e una concreta implementazione dell'AICM. Esso è un'implementazione del Modello Concettuale come XML Schema. Pertanto, esso può essere utilizzato per inviare informazioni aeronautiche ad altri sotto forma di dati codificati in XML, consentendo ai sistemi di scambiare informazioni aeronautiche.

## Scopo
L'obiettivo dell'AIXM è quello di consentire la gestione e la distribuzione dei dati AIS in formato digitale. Ciò include informazioni quali i dati delle aree aeroportuali, le strutture degli spazi aerei, le organizzazioni e le unità, i punti e gli aiuti alla navigazione, le procedure, le rotte e le restrizioni di volo. Tramite il cosiddetto "temporality model" le versioni attuali sono anche progettate per essere in grado di gestire e distribuire l'intera linea temporale dei dati aeronautici, compresi i cambiamenti temporanei come l'attivazione o disattivazione di uno spazio aereo. Queste caratteristiche costituiscono una parte fondamentale del passaggio da AIS ad AIM (Aeronautical Information Management), la transizione dall'utilizzo di dati basati su documentazione cartacea e messaggi telex all'utilizzo di dati esclusivamente digitali, come il NOTAM digitale.

## Storia
Lo sviluppo dell'AIXM fu inizialmente avviato per facilitare lo sviluppo della banca dati europea dell'AIS (EAD). Lo sviluppo di AICM fu avviato nel 1996, con una prima release nel 1997, che ha permesso lo sviluppo dell'AIXM XML Schema. Gli sviluppi iniziali sono stati basati su SQL, con il passaggio ad XML nel 1999. La prima versione dello schema venne pubblicata nel 1999 come AICM/AIXM 2.1 con un ulteriore sviluppo che ha portato a una versione aggiornata, AICM/AIXM 3.3 nel 2002. Questo ha poi permesso all'EAD di iniziare a operare nel 2003.
Successivamente, EUROCONTROL ha avviato una collaborazione con la FAA e la National Geospatial-Intelligence Agency statunitense per sviluppare ulteriormente l'AIXM per l'uso internazionale e per coprire le esigenze civili e militari globali. L'AIXM Change Control Board (ACCB) è stato creato per consentire agli stati e alle industrie internazionali di partecipare allo sviluppo dell'AIXM. Nel 2004 è uscita la AIXM 4.0 con un aggiornamento (4.5) nel 2005 che è stata la prima versione ad incorporare i suggerimenti dell'ACCB e della comunità internazionale.
L'attuale versione di AIXM 5.0 (e successivi aggiornamenti) è stata sviluppata attraverso un incontro pubblico di revisione di progetto al Global AIM Congress 2006. AIXM 5.0 ha allineato il formato agli attuali standard ISO per le informazioni geospaziali, incluso GML, ha permesso uno sviluppo modulare e una futura estensione ed è stata anche la prima versione ad abilitare NOTAM digitali. Questa versione è ancora in uso da alcuni "early adopters" tra cui la FAA.

## Visualizzatori AIXM
Sebbene AIXM utilizzi gli standard GML, non può essere visualizzato con i visualizzatori GML standard, poiché i dati aeronautici richiedono un'elaborazione specializzata. EUROCONTROL e la FAA mantengono un elenco di visualizzatori AIXM sviluppati da EUROCONTROL, Luciad e Snowflake. EUROCONTROL mantiene anche un elenco di dati campione gratuiti che possono essere utilizzati con questi visualizzatori.